# SV Oberelchingen
Der SV Oberelchingen ist ein deutscher Sportverein mit den Abteilungen Basketball, Breitensport, Cheerleading, Fußball und Karate. Von 1995/1996 bis 1998/1999 war die Basketballmannschaft erstklassig und spielte in der Basketball-Bundesliga. Die Mannschaft wurde infolge einer Kooperation mit dem SSV Ulm 1846 freiwillig zurückgezogen. Größter Erfolg war der Einzug in die K.O.-Runde des Korać-Cups 1996/1997.

## Verein
Der Verein wurde am 23. Mai 1930 als Sportverein Oberelchingen 1930 e. V gegründet. Keimzelle war die Fußballabteilung. 1935 gelang der Aufstieg in die A-Klasse. Während des Zweiten Weltkrieges kam das Vereinsleben vollständig zum Erliegen. Nach Kriegsende wurde der Verein, wie alle Sportvereine in Deutschland, von den Alliierten aufgelöst. Am 2. Januar 1946 wurde der Verein dann neu gegründet. Wieder waren die Fußballer die treibende Kraft. Die höchste Spielklasse der Fußballer war die Landesliga. 2001 wurde nach einem freiwilligen Rückzug in der Kreisliga B neu begonnen, seither tritt das Team auf Kreisebene an.
Die 1975 gegründete Basketballabteilung war in den 1990ern erstklassig.

## Hallenfußballturnier U11-Eurocup
Bereits zum dreizehnten Mal fand im Januar 2018 der U11-Eurocup in der Oberelchinger Brühlhalle statt. Erstmals seit Bestehen des Turniers gewann mit Juventus Turin 2014 eine ausländische Mannschaft das Turnier. Der U11-Eurocup ist das bedeutendste Hallenfußballturnier der E-Junioren in Deutschland. An zwei Turniertagen strömen mehr als 4000 Fans und Zuschauer in die Halle um namhafte Nachwuchsmannschaften aus der Bundesliga und renommierte Teams aus dem Ausland zu unterstützen. 

### Bisherige Sieger U11-Eurocup
- 2006 – Hannover 96
- 2007 – Bayer 04 Leverkusen
- 2008 – Bayer 04 Leverkusen
- 2009 – Hertha BSC
- 2010 – FC Bayern München
- 2011 – FC Bayern München
- 2012 – Borussia Dortmund
- 2013 – 1. FC Nürnberg
- 2014 – Juventus Turin
- 2015 – Hamburger SV
- 2016 – VfL Borussia Mönchengladbach
- 2017 – Borussia Dortmund
- 2018 – Bayer 04 Leverkusen

## Basketball

### Geschichte

#### Auf dem Weg in die Bundesliga
Nach dem Meistertitel der Landesliga 1986/1987 begann in Oberelchingen die Orientierung der Basketballabteilung Highland Elks in Richtung Leistungssport. Unter Trainer Joseph Burton stieg die Mannschaft in die Oberliga auf. Die Klasse konnte als Tabellenzwölfter nicht gehalten werden. Unter Spielertrainer Leopold Dejworek gelang mit dem erneuten Meistertitel die sofortige Rückkehr in die Oberliga. In der darauf folgenden Saison 1989/1990 verstärkte sich die Mannschaft unter anderem mit dem 217-maligen polnischen Nationalspieler Krzysztof Fikiel. Nach dem Aufstieg in die Regionalliga in der Saison 1990/1991 setzte der SV Oberelchingen seinen Durchmarsch fort und wurde unter dem US-Amerikaner Thomas Benson als Trainer Meister der Regionalliga. Benson, der bei der US-Armee tätig war, setzte auf Disziplin und hatte damit in Oberelchingen Erfolg. In ihrer ersten Zweitligasaison in der 2. Basketball-Bundesliga belegten die Elche 1991/1992 den zehnten Platz. Der Klassenerhalt wurde im letzten Spiel beim USC Freiburg geschafft. In der Spielzeit darauf, 1992/1993, schloss Oberelchingen zur Spitzengruppe der 2. Bundesliga auf und belegte am Ende den dritten Rang. Ein Jahr später, in der Saison 1993/1994, gelang dem SV Oberelchingen unter Trainer Benson als Zweitligameister der Aufstieg in die Basketball-Bundesliga. Die Entscheidung fiel am letzten Spieltag gegen Tübingen. Am Ende der Saison wurde der Name von SV Highland Elks Oberelchingen in SV Tally Oberelchingen geändert. Der Namens- und Hauptsponsor Tally ermöglichte durch seine Finanzierung den Bundesliga-Basketball in Oberelchingen.

#### Bundesliga-Jahre
Trainer Benson verließ Oberelchingen nach dem Aufstieg und heuerte beim Nord-Zweitligisten SG Braunschweig an. Als Nachfolger für das Traineramt holte Obmann Jürgen Bartusel Bensons Landsmann Rob Friedrich. Der Bundesliga-Spielbetrieb der Mannschaft wurde in die Oberelchinger Basketball-Werbegesellschaft mbH ausgelagert, deren Geschäftsführung Bartusel innehatte. Der Aufsteiger mischte die Bundesliga in der Anfangsphase auf, lag nach sechs Spieltagen in der Tabelle der Südstaffel an der Spitze. Die Hauptrunde ihrer ersten Spielzeit in der höchsten deutschen Spielklasse schlossen die mit einem Jahresetat von nur etwa 850 000 DM ausgestatteten Elche als Vierter der Südstaffel und insgesamt Tabellenachter ab und zogen damit als Aufsteiger die Meisterrunde ein. Im Viertelfinale scheiterte Oberelchingen am Titelverteidiger und späteren Meister Bayer 04 Leverkusen. Der Oberelchinger Dmitri Schakulin belegte in der Saison 1994/95 mit einem Schnitt von 21,9 Punkten je Begegnung den zweiten Platz in der Bundesliga-Korbjägerliste. Mit 65 getroffenen Dreipunktwürfen gehörte der Russe zu den besten Schützen der Liga. Sein Mannschaftskamerad Jiří Okáč setzte sich mit 1,4 Blocks pro Spiel ligaweit auf den dritten Rang in dieser statistischen Wertung.
Stefan Koch trat im Vorfeld der Saison 1995/1996 das Traineramt an, der Mannschaftshaushalt wurde auf rund 940 000 DM erhöht. Schakulin hatte die Mannschaft nach dem Ende der Vorsaison verlassen, mit Steven Johnson kam ein Neuzugang, der sich als Volltreffer erwies und mit 18,1 Punkten pro Begegnung bester Korbschütze der Oberelchinger war. Koch führte die Mannschaft in der Hauptrunde auf den achten Rang, in der Neuauflage des Viertelfinales des Vorjahres war der spätere Meister Leverkusen erneut eine Nummer zu groß und setzte sich mit 4:0-Siegen durch. Die Oberelchinger qualifizierten sich aber für den Europapokalwettbewerb Korac-Cup.
Die Saison 1996/1997 wurde die erfolgreichste der Vereinsgeschichte. Im Korać-Cup zog man mit fünf Siegen und einer Niederlage als Erster der Gruppe P ins Sechzehntelfinale ein. Dort schied die Mannschaft gegen den kroatischen Klub KK Zrinjevac Zagreb aus. Die Bundesligasaison endete mit dem fünften Platz, im Viertelfinale kam die Mannschaft von Stefan Koch erneut nicht an Leverkusen vorbei. Damit war Oberelchingen jedoch erneut für den Korać-Cup qualifiziert. Erfolgreichster Korbschütze der Mannschaft war in diesem Bundesliga-Spieljahr Harald Stein (16,5/Spiel), dicht gefolgt von Mauro Sartori (16,4/Spiel) und Steven Johnson (14,7/Spiel). Den Spielaufbau leitete mit Bo Dukes ein US-Amerikaner, der in früheren Jahren insbesondere in Bayreuth vor Aufsehen gesorgt hatte.
In der Saison 1997/1998 wurde der Etat von 980.000 DM auf rund 900.000 DM gekürzt. Sowohl Trainer Koch als auch der beste Korbschütze Harald Stein gingen. Mit Jens Kujawa und Mark Dean wurden zwei Spieler für die korbnahen Positionen geholt, die gleich Leistungsträger wurden. Betreut wurde die Mannschaft zunächst von Stefan Wehner als Trainer, der im Januar 1998 von Petar Jurić abgelöst wurde. Auch wegen Verletzungen einiger Leistungsträger verpasste man als Zwölfter erstmals die Endrunde. In der Qualifikationsrunde wurde der Gruppensieg erreicht und der Verbleib in der ersten Liga gesichert. Dean führte Oberelchingen im Laufe der Saison mit 20,5 Punkten pro Begegnung an und platzierte sich damit in der Bundesliga-Korbjägerliste auf dem dritten Rang. Steven Johnson (17,1 Punkte/Spiel) und Kujawa (12,3 Punkte/Spiel) waren Oberelchingens zweit- und drittbeste Korbschützen der Saison. Im Korać-Cup gewann man von sechs Gruppenspielen nur eines.
1998/1999 wurde der Etat abermals gekürzt. Es standen nur noch 750.000 DM zur Verfügung. Mit dem Russen Schakulin wurde ein Leistungsträger des ersten Bundesliga-Jahres zurückgeholt. Kujawa stand ebenfalls weiter zur Verfügung, mit Dean und Johnson hatten sich aber die beiden besten Korbschützen verabschiedet. Trotz der geringeren Mittel schaffte die weiterhin von Jurić betreute Mannschaft den Einzug ins Bundesliga-Viertelfinale, dort musste man sich dem Rhöndorfer TV (0:3) geschlagen geben. Oberelchingens US-Amerikaner Shawn Moore stand mit 21,6 Punkten je Begegnung auf dem zweiten Rang der Bundesliga-Korbjägerliste.
Mit dem Ende der Saison 1998/99 verabschiedete sich der SV Oberelchingen aus der höchsten deutschen Spielklasse. Es folgte der Rückzug aus der 1. Bundesliga wegen einer Kooperation mit dem Ligakonkurrenten SSV Ulm 1846. Die Amateurabteilungen des SSV Ulm 1846 und des SV Oberelchingen fusionierten zur BG Ulm/Elchingen. Der SV Oberelchingen sollte mit seinem Know-how die jungen Spieler ausbilden und an die erste Liga heranführen, da die erste Liga für den SVO nicht mehr finanzierbar war.

#### Absturz in die Oberliga
Für die auf den Bundesliga-Rückzug folgende Zweitligasaison 1999/2000 wurde der Serbe Slobodan Kalicanin als Verstärkung geholt, aus dem Bundesliga-Aufgebot waren Victor Heck, Patrick Falk übrig geblieben. Auch der Niederländer Remco Smits sowie der spätere Trainer Dario Jerkić spielten für die Mannschaft, die mit einem Etat von 350 000 DM ausgestattet Siebter wurde. In der Saison 2000/2001 wurde die Kooperation im Profibereich mit dem SSV Ulm 1846 nach einem Vorstandswechsel in Ulm wieder beendet. Die Saison schloss man als Sechster ab, der Etat betrug nur noch 280 000 DM. 2001/2002 belegte Oberelchingen den 16. Platz der 2. Liga.
In der Saison 2001/2002 beendeten die Sponsoren Tally und dplus ihr Engagement für den Verein. Dadurch war die wirtschaftlichen Grundlage für Profibasketball in Elchingen nicht mehr gegeben. Der Teamname wurde zurück in Highland Elks geändert. Aufgrund des geringen Etats von 110 000 DM war es nicht mehr möglich, einen Ausländer, Profi oder hauptamtlichen Trainer zu verpflichten. 2002/2003 erfolgte der Spielbetrieb im Amateurbereich. Der Verein stieg aus der Regionalliga ab. Die BG Oberelchingen/Ulm endete im Zuge des Insolvenzverfahrens des SSV Ulm 1846.
In der Saison belegte man den zweiten Platz in der Oberliga. In der nächsten Spielsaison errang der Verein den dritten Platz und verfehlte die Relegation. 2005/2006 erreichte man in der Oberliga Ost den zweiten Platz, die Relegation – und den erneuten Aufstieg in die Regionalliga Südwest-Süd. Dort belegte die Mannschaft 2006/2007 den achten Rang. Damit wurde die Qualifizierung für die neugeschaffene, zusammengelegte Regionalliga Südwest verpasst. In der nunmehr 2. Regionalliga belegte Oberelchingen 2007/2008 den fünften Rang. Ziel war der Aufstieg in die Regionalliga. Dieser gelang 2014.

#### Rückkehr in den Profibereich
Unter dem Namen ScanPlus Baskets Elchingen gewann man in der ersten Regionalliga-Saison den Meistertitel und stieg 2015 in die drittklassige 2. Bundesliga ProB auf. Meistermacher war Trainer Dario Jerkić, der die Mannschaft in der ProB-Saison 2015/16 als Aufsteiger dann ins Viertelfinale der Meisterrunde führte und mit ihr 2016/17 das Halbfinale erreichte.
Die Punktrunde des Spieljahres 2017/18 wurde als Tabellenerster der Südstaffel der 2. Bundesliga ProB abgeschlossen. In der anschließenden Meisterrunde zog die Mannschaft von Trainer Jerkic in die Finalserie ein und setzte sich dort im Europapokal-Modus (Hin- und Rückspiel) gegen Rostock durch, errang also den Titel in der 2. Bundesliga ProB. Zu den Stützen der Meistermannschaft gehörten insbesondere der US-Amerikaner Hayden Lescault, der Kroate Jere Vucica, Brian Butler, Kristian Kuhn, der Ungar Stefan Fekete und Filmore Beck. Bereits Anfang April 2018 hatte der Verein vermeldet, keine Lizenz für die 2. Bundesliga ProA zu beantragen. „Diese Entscheidung musste getroffen werden, da die notwendigen Kriterien, die von der Liga vorgegeben sind und die sich der Verein selbst gesetzt hat, in der verbleibenden Zeit nicht erfüllt werden können“, ließen die Elchinger verlauten. Da in der Heimspielstätte Brühlhalle lediglich 1400 Zuschauer zugelassen sind und für die ProA eine Mindestzahl von 1500 Plätzen vorgeschrieben sind, wurden andere Lösungen ausgelotet: Ein Genehmigungsverfahren zur Erhöhung des Zuschauerkapazität hätte nicht zum notwendigen Zeitpunkt abgeschlossen werden können, ein ebenfalls erwogener Umzug in die Kuhberghalle in Ulm zerschlug sich ebenfalls. Der Gemeinderat Elchingens hatte die in der Brühlhalle bei einem ProA-Aufstieg notwendigen Umbaumaßnahmen abgelehnt. Zudem konnte die für einen ProA-Etat vom Verein angestrebte Summe nicht bis zum Zeitpunkt der Entscheidung erreicht werden.
Im Spieljahr 2018/19 schied Elchingen im ProB-Achtelfinale gegen Oldenburg aus. Anfang April 2019 wurde Igor Perovic als neuer Trainer vorgestellt, er löste Borislav Kurtovic ab, der in den Jugendbereich zurückkehrte. Die Punktrunde der Saison 2019/20 schloss die Mannschaft als Tabellenführer ab. Da das Spieljahr am 17. März 2020 wegen der Ausbreitung des Coronavirus SARS-CoV-2 vorzeitig beendet wurde, erhielt Elchingen seitens der Liga das Aufstiegsrecht für die 2. Bundesliga ProA zugesprochen. Bester Elchinger Korbschütze der Saison 2019/20 war der US-Amerikaner Lamar Mallory mit 15,9 Punkten je Begegnung.

#### Rückzug aus der 2. Bundesliga ProB, Wiederaufstieg, wieder Rückzug
Anfang April 2020 wurde die Entscheidung des Vereins mitgeteilt, die Mannschaft wegen zu erwartenden „erheblichen Umsatzausfällen“ aus dem Profibereich zurückzuziehen und fortan in der Regionalliga antreten zu lassen. Zwar wurde noch einmal der Versuch unternommen, die Bedingungen zur Erlangung der Teilnahmeberechtigung für die 2. Bundesliga ProA zu erfüllen, allerdings wurde in Gesprächen seitens der Liga verdeutlicht, dass keine Ausnahmegenehmigung zur Nutzung der Brühlhalle als Austragungsstätte der Heimspiele erteilt werden würde. Trainer Perovic verließ den Verein im Sommer 2020, Nachfolger wurde sein vorheriger Assistent, der Kroate Dino Erceg. Im Anschluss an die Regionalliga-Saison 2020/21, die wegen der COVID-19-Pandemie frühzeitig abgebrochen wurde, gewann Elchingen im Sommer 2021 eine Aufstiegsrunde und schaffte dadurch die Rückkehr in die 2. Bundesliga ProB. Allerdings wurde die Mannschaft im September 2021 rund eineinhalb Wochen vor dem Saisonbeginn in Folge der Zahlungsunfähigkeit des Namensgeber Scanplus zurückgezogen und stand somit als erster Absteiger in die Regionalliga fest.

### Bekannte ehemalige Spieler
- Leopold Dejworek
- Krzysztof Fikiel
- Jiří Okáč
- Jens Kujawa
- Mark Dean
- Mauro Sartori
- Bo Dukes
- Harald Stein
- Steven Edward Johnson
- Dmitri Schakulin
- Marko Radulovic
- Frank Baum
- Patrick Falk
- Arne Alig
- Per-Olaf Fründt

### Trainer
| Amtszeit        | Name              |
| --------------- | ----------------- |
| 1990–1994       | Thomas Benson     |
| 1994–1995       | Rob Friedrich     |
| 1995–1997       | Stefan Koch       |
| 1997–01/1998    | Stefan Wehner     |
| 1998–1999       | Petar Jurić       |
| 1999–2001       | Usamedin Mehmed   |
| 2001–2008       | fehlt             |
| 2008–2013       | Jürgen Maaßmann   |
| 2013–2018       | Dario Jerkić      |
| 05/2018–12/2018 | Pero Vucica       |
| 12/2018–04/2019 | Borislav Kurtovic |
| 04/2019–06/2020 | Igor Perovic      |
| seit 06/2020    | Dino Erceg        |